# Journal d'une femme médecin
Pour plus de détails, voir Fiche technique et Distribution.
Journal d'une femme médecin (女医の記録, Joi no kiroku), est un film japonais réalisé par Hiroshi Shimizu et sorti en 1941.

## Synopsis
Pendant les vacances d'été, deux infirmières emmènent une dizaine d'étudiantes de Tokyo dans un village de montagne démédicalisé pour les former à dispenser des soins. Confrontées à des cas de tuberculose et à un manque d'hygiène des villageois, elles se heurtent aux préjugés et aux superstitions locales mais reçoivent le soutien de l'instituteur Kamiya.

## Fiche technique
- Titre français : Journal d'une femme médecin[1]
- Titre original : 女医の記録 (Joi no kiroku?)[2]
- Réalisation : Hiroshi Shimizu
- Scénario : Yoshirō Tsuji
- Photographie : Toshiyasu Morita
- Montage : Yoshiyasu Hamamura[3]
- Décors : Isamu Motoki[3]
- Musique : Takaaki Asai (ja)[3]
- Sociétés de production : Shōchiku
- Pays d'origine :  Empire du Japon
- Langue originale : japonais
- Format : noir et blanc — 1,37:1 — 35 mm — son mono
- Genre : drame
- Durée : 95 minutes (métrage : onze bobines - 2 613 m[4])
- Dates de sortie :
  - Empire du Japon : 23 novembre 1941[4]

## Distribution

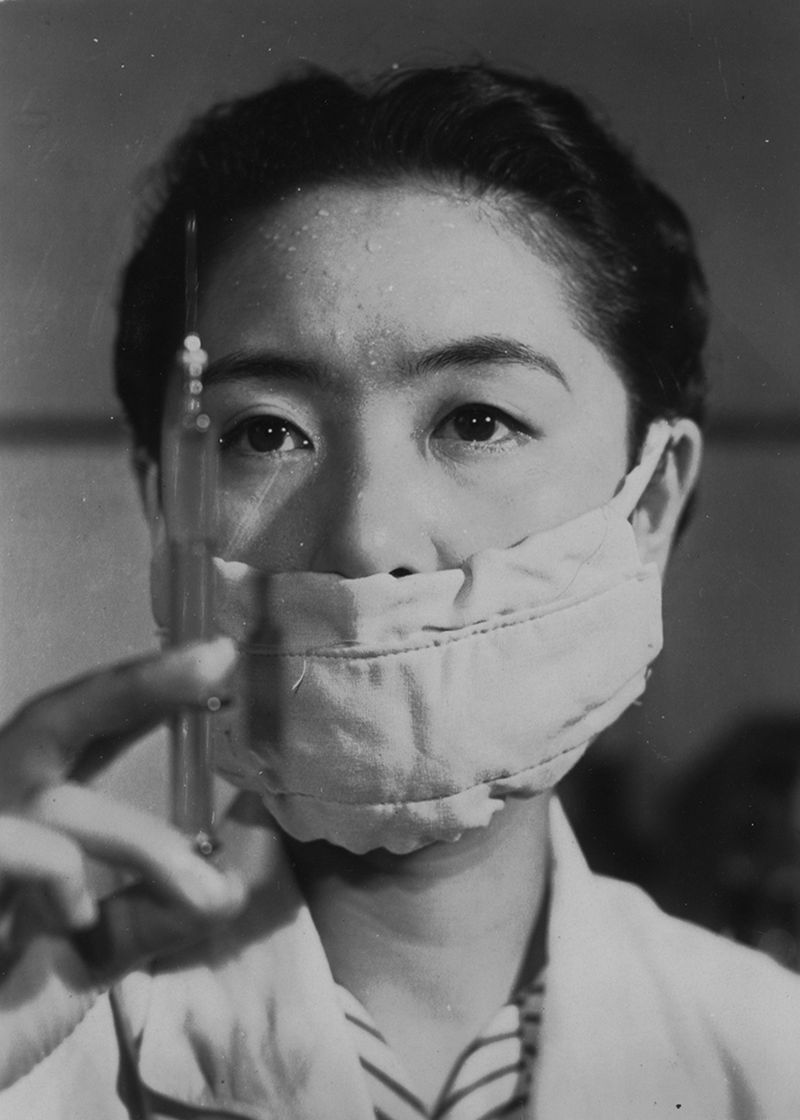
Scène du film avec Kinuyo Tanaka.

- Kinuyo Tanaka : l'infirmière Natsuki
- Masami Morikawa : l'infirmière Honma
- Shin Saburi : l'instituteur Kamiya
- Mitsuko Ichimura (ja) : Mine
- Chiyoko Fumiya : Mitsu, sa sœur
- Eiko Takamatsu : leur mère
- Masao Ōtsuka : Shōta
- Chieko Kyotani : sa mère
- Ryōtarō Mizushima (ja) : le maire du village
- Yaeko Izumo : une villageoise